# Micromania-Zing
Micromania-Zing, voorheen Micromania, is het grootste videogamebedrijf in Frankrijk  opgericht in 1983 door Albert Loridan. Van 2005 tot 2014 verdrievoudigde de omzet onder leiding van Pierre Cuilleret . 

## Geschiedenis
In 1983 werd Micromania opgericht door Albert Loridan als een postbedrijf, gespecialiseerd in videogames. 
In 1987 opende Micromania haar eerste filiaal in Printemps Haussmann in Parijs .
In 1989 opende Micromania haar eerste winkel in het Forum des Halles in Parijs. 
In 2005 verwierf L Capital 51% van het kapitaal van de Franse distributeur. 
In 2008 werd het bedrijf door GameStop overgenomen voor ongeveer 700 miljoen dollar (480 miljoen euro). 
In 2013 kocht Micromania 44 winkels van GameStop. 
In 2014 verliet Pierre Cuilleret het bedrijf. 
In 2017 fuseerde het bedrijf met het zusterbedrijf van Micromania Zing Pop Culture en zo veranderde de naam in Micromania-Zing. Zing werd in 2015 gelanceerd voor de het verkopen van afgeleide producten van game franchises: manga, strips, films enz. De fusie was bedoeld om de daling van de game-inkomsten aan te pakken. 